# Tyska bondekriget
Tyska bondekriget (tyska: Deutscher Bauernkrieg) var ett folkuppror, som utbröt i Schwarzwald under ledning av bland andra prästen Thomas Müntzer och utspelade sig mellan 1524 och 1526 i Tysk-romerska riket. Revolten spred sig till stor del i det område som idag är södra, västra och centrala Tyskland men även Schweiz och Österrike.

## Förlopp
Upprorsmännen i övre Schwaben förfogade redan i februari 1525 över väldiga härmassor, enbart den så kallade Baltringerskaran uppges ha haft upp till 30 000 man. Likväl inlät de sig i förhandlingar med Schwabiska förbundet, en gammal förening av furstar och städer i sydvästra Tyskland vars främsta syfte var att upprätthålla landsfreden. Förbundet försökte på detta sätt vinna tid. Först i slutet av mars kunde en här uppsatt av Schwabiska förbundet, under ledning av Georg von Waldburg-Zeil gå till anfall. Redan den 4 april vann man nära den lilla staden Leipheim en lätt seger över en större skara bönder. Någon avgörande framgång vann förbundshären dock inte under hela april månad. Och ännu efter flera veckor var det den enda här som stod i fält. Inte förrän de sista dagarna i april ryckte också lantgreven Filip av Hessen ut med sina väpnade ryttare för att återställa lugnet vid sina gränser.
Upproret spred sig snabbt över halva Tyskland. För att vinna tid inledde flera furstar förhandlingar med bönderna, som ställde upp sina krav i 12 punkter. När bönderna upptäckte furstarnas förhalningstaktik flammade upproret åter upp men slogs ner i slaget vid Frankenhausen i Thüringen den 15 maj 1525. Agitatorn Thomas Münzer föll efter slaget i segrarnas händer och halshöggs kort därefter.
Nästan vid samma tid som avgörandet i Thüringen inträffade slogs upproret ned även i Wittenberg och i Elsass, i det förstnämnda landet av Georg von Waldburg-Zeil i slaget vid Sindelfingen (12 maj), i det senare av hertig Anton av Lothringen genom blodbadet vid Zabern (17 maj) och slaget vid Scherweiler (21 maj). De första dagarna i juni slogs de frankiska bondehärarna, som förspillt tid och krafter med att belägra slottet i Würzburg, vid Königshofen och Sulzdorf av Schwabiska förbundets och kurfurstarna av Pfalz och Triers arméer. Under de närmaste veckorna tvingades också de upproriska städerna i Franken att ge upp: Würzburg, Rothenburg, Schweinfurt och Bamberg.
Mot slutet av maj 1525 återställdes lugnet även kring mellersta och övre Rhen, under sensommaren på det hela taget också i övre Schwaben, och i september kunde revolutionen anses vara undertryckt – med undantag av områden i Alperna, där upproret stillades först följande sommar.
Upprorets kulmen nåddes under våren och sommaren 1525 då uppskattningsvis 300 000 bönder deltog i upproret. Antalet döda under det tyska bondekriget uppskattas till cirka 100 000. Detta var det mest massiva upproret i Europa före Franska revolutionen 1789.[källa behövs]
De odisciplinerade bondeskarorna, dåligt ledda och sinsemellan oeniga, dukade nästan överallt utan större motstånd under för de beväpnade ryttarnas anfall. Dödsoffren skördades nästan endast på böndernas sida och de flesta drabbningarna kom att bli regelrätta massakrer.

## Följder
Martin Luther hade i starka ordalag fördömt upproret och uppmanat de tyska furstarna att hänsynslöst slå ner det: "Stick ned, slå och döda dem, den som kan, som man gör med en galen hund", löd hans uppmaning. Men hans motståndare kopplade bonderevolten till de lutherska idéer som de senaste åren hade fått mycket stor spridning i Tyskland. Följden blev ett våldsamt undertryckande av de reformatoriska rörelserna inom vidsträckta områden. Motreformationen vann sina första segrar. Staden Waldshut, som i december 1525 gett upp kampen, tvingades av ärkehertig Ferdinand att genast återvända till katolicismen. Överallt i Sydtyskland förföljdes nu evangeliska präster.